# 1914 na rádio
Nesta página encontrará referências aos acontecimentos directamente relacionados com a rádio ocorridos durante o ano de 1914.

## Nascimentos
| Data           | Nome         | Profissão                                                   | Nacionalidade | Observações | Ref |
| -------------- | ------------ | ----------------------------------------------------------- | ------------- | ----------- | --- |
| 25 de dezembro | Alziro Zarur | radialista carioca, fundador da Legião da Boa Vontade (LBV) | Brasil        | m. 1979     |     |

## Mortes
| Data | Nome | Profissão | Nacionalidade | Observações | Ref |
| ---- | ---- | --------- | ------------- | ----------- | --- |